# Guayaquila enigmata
Guayaquila enigmata är en insektsart som beskrevs av Dietrich. Guayaquila enigmata ingår i släktet Guayaquila och familjen hornstritar. Inga underarter finns listade i Catalogue of Life.